# Nataša Urbančič
Nataša Urbančič (Yugoslavia, 25 de noviembre de 1945-22 de junio de 2011) fue una atleta yugoslava especializada en la prueba de lanzamiento de jabalina, en la que consiguió ser medallista de bronce europea en 1974.

## Carrera deportiva
En el Campeonato Europeo de Atletismo de 1974 ganó la medalla de bronce en el lanzamiento de jabalina, llegando hasta los 61.66 metros, tras las alemanas Ruth Fuchs (oro con 67.22 metros que fue récord del mundo) y Jacqueline Todten (plata).